# Balsam Boys
Balsam Boys var en svensk hiphopduo, bildad i mars 1999 bestående av Gustav Eurén och Stefan Deak från Lidingö. Några år efter att ha varit med i TV-programmet På rymmen på TV4 slog duon igenom 1999 med låten "Här kommer sommaren" som tog sig in på femtonde plats på den svenska singellistan. Duon var sedan med i Melodifestivalen 2000 där de uppträdde tillsammans med Svenne och Lotta med låten Bara du och jag.
Under 2018 och 2019 återförenades Balsam Boys och uppträder då och då på olika nostalgifestivaler och kryssningar med 1990-talstema.

## Diskografi

### Album
- Balsam Boys och de elva spåren som innehåller låtarna:[4]

1. Rulla ut och rumla runt
2. Bara du och jag
3. Balsam ge oss mer
4. En del av oss två
5. Dingalinga Lena
6. Det här är inte jag
7. Himmel och hav
8. En stund i solen
9. Här kommer sommaren
10. Varje gång vi ses
11. Precis som du

### Singlar
- 1999 - Här kommer sommaren
- 2000 - Bara du och jag
- 2000 - Dinga linga Lena
- 2000 - Himmel & hav / Vin av vatten
- 2001 - En del av oss två
- 2018 - Här kommer sommaren (igen)
- 2018 - Jul med Balsam Boys
- 2019 - Sommar i Almedalen
- 2020 - Här kommer den
- 2021 - Himmelsfärden

## I övrig media
I podcasten Music Görnings Podcaster som produceras med stöd av produktionsbolaget Under Produktion (Simon "Chippen" Svensson, Petrina Solange, Jonatan Unge, mfl) har svenska Underground hiphop-gruppen Dom Viktiga Skorna gjort flera parodier av Balsam Boys. Genom den har de släppt låtarna "Sommar Igen" och "Jul med Balsam Boys" samt har återkommande inslag där de skildrar Balsam Boys fiktiva liv. De artister som skildras i podcasten saknar inte koppling till de verkliga artisterna.